# Altja

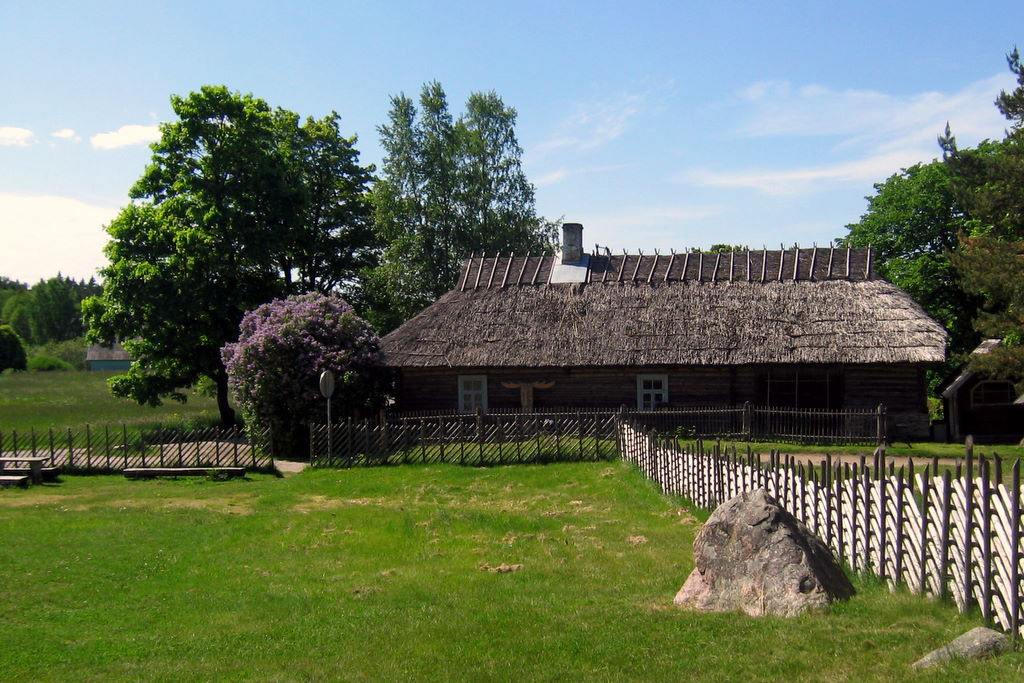
Taverne

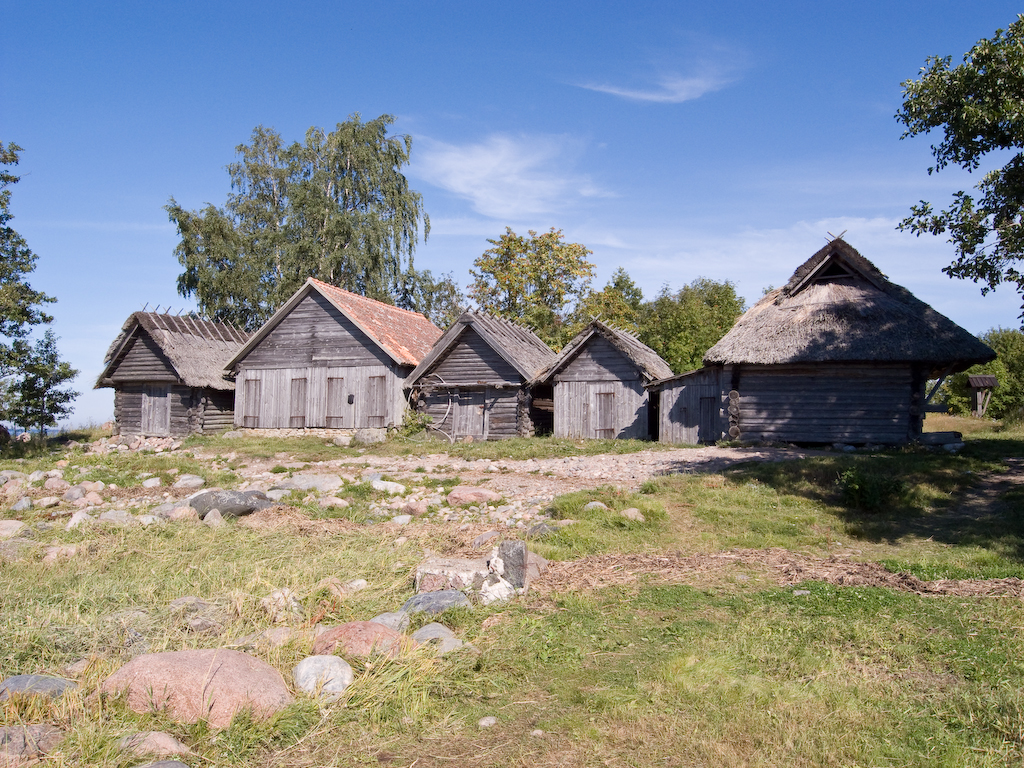
Vissersnetloodsen

Altja is een dorp in de Estse gemeente Haljala, gelegen in het Nationaal park Lahemaa. 
Het dorp is voor het eerst vermeld in geschriften uit 1465. De huizen van Altja strekken zich uit langs één straat, kenmerkend voor een typisch kustdorp. Uit de late 19e eeuw stammen de traditionele boerderijen Uustalu en Toomarahva, die nu open zijn voor bezoekers. Altja biedt een natuur- en cultuurpad van 3 km lang, beginnend bij het schiereiland en leidend over een hangbrug. 
Renovaties van de vissersnetloodsen zijn gebaseerd op oude foto's en herinneringen van de dorpsbewoners. De dorpsgemeenschap heeft een traditionele taverne, genaamd Altja Kõrts, waar lokale gerechten worden geserveerd. Altja Kõrts behoudt zijn oude rieten dak en authentieke inrichting. De taverne en vissersnetloodsen worden beheerd door de organisatie Virumaa-museums.
Altja vishutten en taverne · Burgerhuismuseum · Ests politiemuseum · Kasteel Palmse · Kasteel Rakvere · Kasteel Toolse ·  Rehbinderhuis ·  Sagrits museum